# Girion
Girion es un personaje ficticio perteneciente al legendarium del escritor británico J. R. R. Tolkien, mencionado brevemente en su novela El hobbit. Fue el último monarca de la Ciudad de Valle antes de su destrucción, asesinado por el dragón Smaug cuando este atacó la ciudad en 2770 T. E.
Ciento setenta años después, Bardo el Arquero tomaría venganza asesinando al dragón con la Flecha Negra que heredó de sus antepasados. Girion tenía un collar de esmeraldas, que fue encontrado luego en el tesoro amasado por Smaug bajo la Montaña Solitaria y que Bardo regaló al Rey Elfo por su ayuda.
| Predecesor: - | Señor de la Ciudad de Valle ?? - 2770 T. E. | Sucesor: Destrucción de Valle (Bardo I rey en 2941 T. E.) |